# Distretto di Sawai Madhopur
Il distretto di Sawai Madhopur è un distretto del Rajasthan, in India, di 1 116 031 abitanti. È situato nella divisione di Bharatpur e il suo capoluogo è Sawai Madhopur.